# 哈维尔·索拉纳
哈维尔·索拉纳·德马达里亚加（西班牙語：Francisco Javier Solana de Madariaga，1942年7月14日—）是一位西班牙和欧盟的政治家。从1999年开始索拉纳担任欧盟理事会秘书长兼共同外交与安全政策高级代表，同年11月25日他又成为西欧联盟的秘书长。由于其在欧盟外交、防務问题方面的重要权限，索拉纳经常被称为“欧盟外长”。

## 生平
哈维尔·索拉纳于1942年7月14日出生于西班牙首都马德里。1959年他开始在马德里康普顿斯大学学习物理。1963年由于其参加反对西班牙独裁者佛朗哥的运动而遭到大学的开除。随后索拉纳去了荷兰、英国和美国。1968年他在美国弗吉尼亚大学取得博士学位并在那里从事教研活动到1971年。同年他返回西班牙成为马德里自治大学一名固体物理学教授。
索拉纳和弗朗哥一位将军的女儿结了婚，并有两个已经成年的孩子。

## 1995-1999年担任北约秘书长
1964年哈维尔·索拉纳成为西班牙工人社会党的成员，并在1977年弗朗哥独裁政治结束后被选派参加了宪政会议。后来他成为一名议员。1982年他成为西班牙文化部大臣、1988年科学和文化部大臣、1992年外交部大臣。他还长期担任西班牙政府的发言人。
1995年12月1日，索拉纳出乎意料地成为北约秘书长唯一人选。这一人事任命遭到了美国国会众多议员的抗议。因为此前有段时间索拉纳表示过对马克思主义和卡斯特罗的同情。特别的，索拉纳曾是一位出名的北约反对者，他一道参与编写过一本名为《50个反对北约的理由》的宣传册子。12月19日上午，索拉纳在北约布鲁塞尔总部正式就职。
在索拉纳1995年至1999年担任北约秘书长期间，北约秘书长这一职位的权利得到了很大的扩展。这一点尤其是在南斯拉夫危机时的军事决策中得到了突出的反映。1999年11月30日，索拉纳被赋予北约巴尔干军事调度的单独决策权。对南斯拉夫的地面目标实行军事空中打击的命令由索拉纳于1999年3月24日发出。索拉纳积极主张北约东扩，吸收了波兰、匈牙利和捷克3国加入北约，并与俄罗斯建立和平伙伴关系，签署了《北约与俄罗斯相互关系、合作与安全基础文件》。
在索拉纳担任北约秘书长的同时，他也是大西洋理事会（Atlantic Council）的主席。

## 在欧盟与西欧联盟
索拉纳北约秘书长的任职应该到1999年12月，不过在这两个月之前他就辞职了，为了就任欧盟共同外交与安全政策的高级代表。同时他也就职为欧盟理事会的秘书长，以在一定程度上维持欧盟理事会在每六个月轮换主席国的情况下其政策的连续性。1999年11月20日，索拉纳又出任西欧联盟的秘书长，并作为主席领导其政治与安全政策委员会。
索拉纳倡导并组织召开了1995年1月的巴塞罗那会议，这次会议标志着有27个国家参与的巴塞罗那进程的开始，其目的是到2010年之前形成一个地中海区域的自由贸易区。索拉纳还是欧盟与中东所签署的一系列双边关系条约的领导着。他还促成了与南美洲国家如玻利维亚、哥伦比亚之间的合作条约。他还是中东路线图四个设计者之一。
索拉纳致力于使欧盟在联合国安全理事会获得常任席位并且强力支持联合国安全理事会的改革。

## 荣誉

### 外国勋章奖章
- 二等白狮勋章（捷克，1998年[3]）
- 意大利共和国功绩大十字骑士勋章（義大利語：Ordine al merito della Repubblica Italiana）（意大利，1999年9月15日公布[4]）
- 基督大十字勋章（英语：Military Order of Christ）（葡萄牙，2010年1月19日公布[5]）